# Loweria mesophaea
Loweria mesophaea är en fjärilsart som beskrevs av Turner 1919. Loweria mesophaea ingår i släktet Loweria och familjen mätare. Inga underarter finns listade i Catalogue of Life.